# Blossoms in the Dust
Blossoms in the Dust is een Technicolor-film uit 1941 onder regie van Mervyn LeRoy. Greer Garson en Walter Pidgeon spelen de hoofdrollen. Dit was hun eerste samenwerking. Ze zouden acht films met elkaar maken. De film werd in Nederland in 1949 uitgebracht onder de titel Vergeten levens. De film werd genomineerd voor vier Oscars en won er een.

## Verhaal

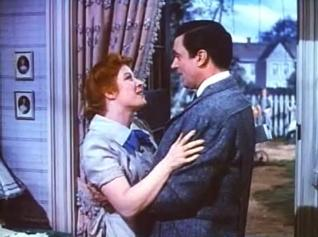
Garson en Pidgeon in de film

Doctor Max Breslar is een kindergeneeskundige die Edna en Sam Gladney helpt in hun eerste en enige bevalling. Hierna wordt hij een goede vriend van de familie. Edna's geadopteerde zus Charlotte is dan al twee jaar overleden. Zij kwam er toen achter dat ze eigenlijk een buitenechtelijk kind was en pleegde zelfmoord.
Als Sam en Edna's zoon vijf jaar oud is, komt ook hij om het leven. Edna kan maar moeilijk omgaan met de dood van haar dierbaren en vindt het verschrikkelijk geen ouder meer te kunnen zijn. Sam stelt voor een meisje te adopteren, maar Edna weigert dit. Wel opent ze haar huis als kinderdagverblijf voor twintig hardwerkende moeders.
Hoewel Sam en Edna bijna bankroet zijn, opent Edna nog een faciliteit als ze een stel dakloze weeskinderen vindt. Ze is vastbesloten onderdak te zoeken voor deze arme kinderen en verzamelt donaties van buren om dit waar te kunnen maken. Ondertussen komt ook Sam om het leven. Edna is gebroken, maar weet de donkere tijden met hulp van Max te doorstaan. Ze wordt de draagmoeder van Tony, een weesjongen.
Later besluit Edna een jongedame genaamd Helen te helpen. Helen verkeert zich in dezelfde situatie als Charlotte en wil de titel "buitenechtelijk" kwijt uit haar geboorteakte. De film eindigt met een pasgetrouwd koppel dat dolgraag Edna en Tony wil adopteren.

## Rolverdeling
| Acteur           | Personage            |
| ---------------- | -------------------- |
| Greer Garson     | Edna Kahly Gladney   |
| Walter Pidgeon   | Samuel 'Sam' Gladney |
| Felix Bressart   | Dokter Max Breslar   |
| Marsha Hunt      | Charlotte Kahly      |
| Fay Holden       | Mrs. Kahly           |
| Samuel S. Hinds  | Mr. George Kahly     |
| Kathleen Howard  | Mrs. Sarah Keats     |
| George Lessey    | Mr. Keats            |
| William Henry    | Allan Keats          |
| Henry O'Neill    | Rechter Hartford     |
| John Eldredge    | Damon McPherson      |
| Clinton Rosemond | Zeke                 |
| Pat Barker       | Tony                 |

## Oscars
De film werd genomineerd voor de volgende vier Oscars:
- Oscat voor Beste Decors (Cedric Gibbons, Urie McCleary en Edwin B. Willis) - Gewonnen
- Oscar voor Beste Film - Genomineerd
- Oscar voor Beste Actrice (Greer Garson) - Genomineerd
- Oscar voor Beste Camerawerk (Karl Freund en W. Howard Greene) - Genomineerd